# Almásy Pál (politikus)
Zsadányi és törökszentmiklósi Almásy Pál (Gyöngyös, 1818. január 18. – Budapest, 1882. november 1.) politikus, az 1848–49-es szabadságharcban a képviselőház alelnöke, az 1860-as években a magyarországi függetlenségi szervezkedések egyik vezetője.

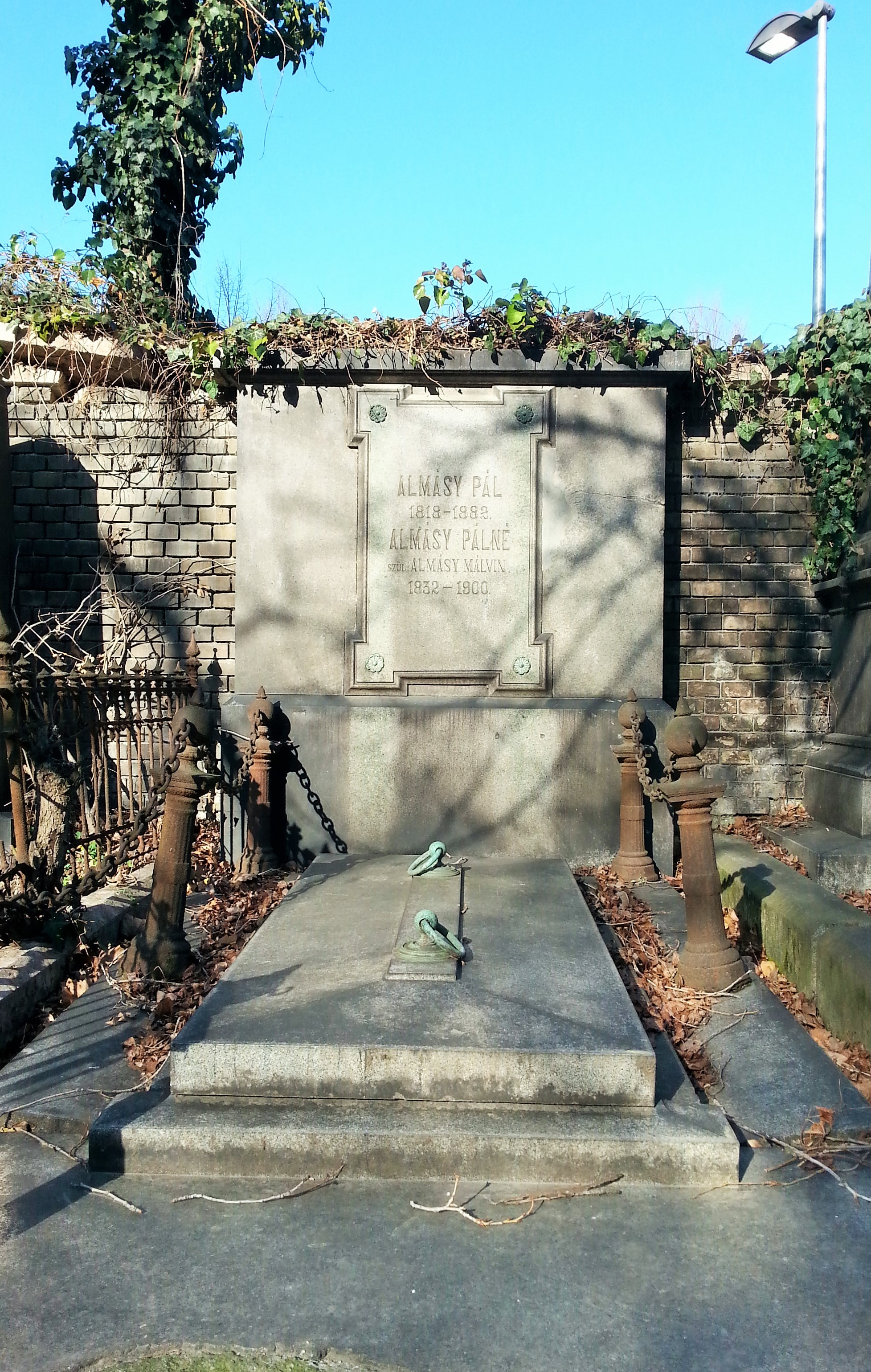
Sírja a Fiumei úti sírkertben

## Életpályája
Egerben végezte a jogi tanulmányokat és 1838-ban tett ügyvédi vizsgát. 1844-ben Heves és Külső-Szolnok vármegye követeként részt vett a rendi országgyűlésen, majd 1844 és 1847 között a vármegye alispánja volt.
1848. június 13-án a gyöngyösi kerület az első népképviseleti országgyűlés tagjává választotta és így Gyöngyös képviselője lett az országgyűlésben. Áprilisban az első népképviseleti országgyűlés alelnökévé választották, 1849. július 2-ig  töltötte be ezt a funkciót. Schlik tábornok 1848 végi támadásakor Heves és Külső-Szolnok vármegye kormánybiztosa volt. December 13-án az Országos Honvédelmi Bizottmány nevezte ki ebbe a pozícióba, feladata az ellenséges hadsereggel szemben Heves megye népének harcba állítása, és a hadsereg ellátásának megszervezése volt. Az országgyűlés Debrecenbe költözésekor ismét visszatért hivatalába. Pázmándy Dénes, az országgyűlés elnöke nem követte az országgyűlést Debrecenbe, ezért Almásy Pál itt az országgyűlés elnökeként tevékenykedett. Ő hirdette ki a Habsburg–Lotaringiai-ház trónfosztását kimondó Függetlenségi Nyilatkozatot és ő volt – báró Perényi Zsigmond felsőházi másodelnök és Szacsvay Imre képviselőházi jegyző mellett – az okmány egyik aláírója is.
1849. július 2-án lemond házelnöki tisztségéről, a menekülő országgyűlést Szegedre már nem követi. Pesten, majd a világosi fegyverletétel után Szilvásvárad környékén bujkál és a szabadságharc leverése után emigrálni kényszerült, és Párizsban telepedett le, de az emigrációja alatt Zürichben, Brüsszelben, Londonban és Genfben is tartózkodott. 1852-ben a hadbíróság kötél általi halálra ítélte és jelképesen az ítéletet végre is hajtották; nevét akasztófára szögeztették. Szoros kapcsolatot tartott fenn az emigráció több tagjával, így például Klapka Györggyel, Teleki Lászlóval, Puky Miklóssal és Horváth Mihállyal, Kossuth Lajossal azonban nem, mert elítélte egyszemélyi vezetési stílusát.
1860-ban hazatért, de továbbra is kapcsolatban maradt Klapka Györggyel. Az 1861-es választásokon nem jelöltette magát, de aktívan politizált a Határozati Párt mellett. Nedeczky Istvánnal és Beniczky Lajossal szervezkedésbe kezdett Magyarország függetlenségének helyreállítására, amit a 48-as törvények alapján képzeltek el. (Csak 1918-ban vált ismertté, hogy a szervezkedés egyik résztvevője, Asbóth Lajos az osztrák rendőrség besúgója volt.) 1864. március 13-án, a bécsi forradalom évfordulóján, tüntetést szervezett Nedeczkyvel, március 16-án letartóztatták, és 1865 januárjában 20 év várbörtönre ítélték őket. 1867 februárjában kegyelemmel szabadult. A kiegyezés után birtokaira visszavonulva gazdálkodott, és haláláig a közélettől távol tartotta magát.